# Correlador òptic
Un correlador òptic és una muntatge òptic que serveix per comparar dues imatges emprant les propietats de la transformada de Fourier derivades de la utilització de lents. Normalment s'utilitza per al reconeixement òptic d'imatges i objectes en òptica. Hi ha dos tipus genèrics d'arquitectura de correlador òptic, el correlador de VanderLugt o 4f, anomenat així per la longitud total del muntatge (quatre cops la distància focal de la lent utilitzada), i el correlador de transformades conjuntes o JTC (Joint Transform Correlator), que simplifica el muntatge però requereix realitzar un procés intermedi d'enregistrament de la primera transformada.